# Dries De Bondt
Dries De Bondt (Bornem, 4 luglio 1991) è un ciclista su strada belga che corre per la Decathlon AG2R La Mondiale Team. Attivo in formazioni UCI dal 2014, ha vinto una tappa al Giro d'Italia 2022.

## Palmarès
- 2014 (Josan-To Win, tre vittorie)

1ª tappa Ronde van Vlaams-Brabant (Rillaar > Rillaar)
Liedekerkse Pijl
Grand Prix Lucien Van Impe
- 2015 (Veranda's Willems Cycling Team, una vittoria)

Grote Prijs Stad Sint-Niklaas
- 2016 (Veranda's Willems Cycling Team, quattro vittorie)

3ª tappa Arden Challenge (Érezée > Érezée)
4ª tappa Arden Challenge (Bertrix > Bertrix)
2ª tappa Ronde de l'Oise (Villers-Saint-Paul > Lacroix-Saint-Ouen)
Halle-Ingooigem
- 2017 (Veranda's Willems-Crelan, una vittoria)

Grand Prix Paul Borremans
- 2019 (Corendon-Circus, tre vittorie)

Halle-Ingooigem
Grote Prijs Beeckman-De Caluwé
Memorial Rik Van Steenbergen
- 2020 (Alpecin-Fenix, due vittorie)

3ª tappa Étoile de Bessèges (Bessèges > Bessèges)
Campionati belgi, Prova in linea Elite
- 2022 (Alpecin-Fenix, una vittoria)

18ª tappa Giro d'Italia (Borgo Valsugana > Treviso)
- 2023 (Alpecin-Deceuninck, una vittoria)

Antwerp Port Epic

### Altri successi
- 2014 (Josan-To Win)

Heusden Koers
Londerzeel-Linde
- 2015 (Veranda's Willems Cycling Team)

Classifica scalatori Driebergenprijs
Criterium Sint-Martens
1ª tappa Ronde van Midden-Nederland (Leersum > Leersum, cronosquadre)
Londerzeel-Linde
- 2016 (Veranda's Willems Cycling Team)

Criterium Sint-Joris-Weert
Bornem-Hingene
Molenstede Diest
Erembodegem-Terjoden
Buggenhout-Ordorp
Vilvoorde-Houtem
- 2018 (Veranda's Willems-Crelan)

N8 van Brasschaat
- 2019 (Corendon-Circus)

N8 van Brasschaat
- 2020 (Alpecin-Fenix)

Classifica scalatori Volta ao Algarve
Classifica sprint intermedi Tour de Wallonie
- 2021 (Alpecin-Fenix)

Classifica traguardi volanti Giro d'Italia
Premio della Combattività Giro d'Italia
Classifica sprint intermedi Tour de Wallonie
- 2022 (Alpecin-Fenix)

Classifica della Combattività Giro del Belgio
Textielprijs Vichte
- 2023 (Alpecin-Deceuninck)

Classifica a punti Tour of Guangxi
Bordes Izegem Koers
Textielprijs Vichte
- 2024 (Decathlon AG2R La Mondiale Team)

Classifica sprint intermedi Giro di Vallonia
Kemmel
Bordes Izegem Koers
- 2025 (Decathlon AG2R La Mondiale Team)

Classifica traguardi volanti Giro d'Italia

## Piazzamenti

### Grandi Giri
- Giro d'Italia

2021: 91º
2022: 109º
2025: 128º

### Classiche monumento
- Milano-Sanremo

2020: 127º
2021: 97º
2024: 110º
- Giro delle Fiandre

2017: 101º
2019: ritirato
2020: ritirato
2021: 49º
2024: ritirato
2025: ritirato
- Parigi-Roubaix

2018: 94º
2024: ritirato
2025: 22º

### Competizioni europee
- Campionati europei

Monaco di Baviera 2022 - In linea Elite: 115°